# Харитон Юлій Борисович
Ю́лій Бори́сович Харито́н (27 лютого 1904, Санкт-Петербург — 18 грудня 1996, Саров) — радянський і російський фізик-теоретик і фізикохімік, головний конструктор атомного проєкту, академік АН СРСР (1953) і РАН. Тричі Герой Соціалістичної Праці (29.10.1949; 08.12.1951; 04.01.1954). Депутат Верховної Ради СРСР 3—11-го скликань.

## Біографічні відомості
Ю.Харитон — син киянина Бориса Харитона, відомого єврейського журналіста, висланого 1922 року з радянської Росії з групою літераторів та філософів, котрі на переконання більшовицьких вождів мали антикомуністичні переконання. 1940 — Б. Харитон був арештований радянськими спецслужбами в інкорпорованій згідно пакту «Молотова—Ріббентропа» Латвії й загинув в таборах сталінського ГУЛАГу.
Ці трагічні родинні обставини не завадили талановитому науковцю Ю.Харитону досягти вершин в радянському істеблішменті — він став головним конструктором і науковим керівником атомно-водневого проекту СРСР. 
З 1917 року — кур'єр у бібліотеці, в 1919—1921 роках — учень механіка ремонтних майстерень служби телеграфу в Петрограді.
З 1921 року працював науковим співробітником у Фізико-технічному інституті (Петроград (Ленінград)).
У 1925 році закінчив Ленінградський політехнічний інститут.
У 1926–1928 стажування у Кавендіській лабораторії, Кембридж, Англія. Під керівництвом Ернеста Резерфорда і Джеймса Чедвіка отримав ступінь доктора наук (D.Sc.,Doctor of Science), тема дисертації «Про підрахунок сцинтиляцій, що генерують альфа-частинки».
З 1931 по 1946 — керівник лабораторії вибуху в Інституті хімічної фізики, наукові роботи з детонації, теорії горіння і динаміки вибуху.
З 1935 доктор фізико-математичних наук (за сукупністю робіт).
В 1939–1941, Юлій Харитон і Яків Зельдович вперше здійснили розрахунок ланцюгової реакції поділу урану.
З 1946 року — головний конструктор і науковий керівник ядерного центру (Арзамас-16) в Сарові.
З 1946 — член-кореспондент, з 1953 — академік АН СРСР.
Член КПРС з 1956 року.
Похований на Новодівичому цвинтарі у Москві (9 ділянка).

## Нагороди і премії
- тричі Герой Соціалістичної Праці (29.10.1949; 08.12.1951; 04.01.1954)
- шість орденів Леніна (29.10.1949; 11.09.1956; 07.03.1962; 27.02.1964; 26.02.1974; 24.02.1984)
- орден Жовтневої Революції (26.04.1971)
- орден Трудового Червоного Прапора (10.06.1945)
- орден Червоної Зірки (24.09.1944)
- Золота медаль імені І. В. Курчатова (1974)
- Велика золота медаль імені М. В. Ломоносова (1982)
- медаль «За оборону Ленінграда»
- медалі
- Сталінська премія  першого ступеня (29.10.1949) — головний конструктор і науковий керівник КБ-11. Головний конструктор атомної бомби
- Сталінська премія першого ступеня (6.12.1951) — за розробку конструкції виробів РДС із зменшеною вагою та розробку конструкції зі складовим зарядом
- Сталінська премія першого ступеня (31.12.1953) — за науково-технічне керівництво виробництвом виробів РДС-6с, РДС-4 та РДС-5
- Ленінська премія (7.09.1956)